# Nupe (Sprache)
Nupe (auch Nufawa, Nupeci, Nupecidji, Nupenchi oder Nupencizi) ist eine westafrikanische Sprache, die vom Volk der Nupe in der Mittelgürtel-Region Nigerias gesprochen wird.
Sie zählt zu den nupoiden Sprachen und hat keinen offiziellen Status, weshalb sie nicht staatlich gefördert werden kann und somit vom Englischen, der einzigen Amtssprache des Landes seit der britischen Kolonialzeit, verdrängt wird. Nupe war allerdings die Amtssprache des ehemaligen Staates Nupe.
Seine geografische Verbreitung der Sprecher ist beschränkt auf den westlich-zentralen Teil dieser Mittelgürtelregion und hat die Vorherrschaft im Bundesstaat Niger.

## Demographie
Nupe ist die Sprache der Ethnie Nupe, die hauptsächlich im nigerianischen Bundesstaat Niger leben und ein etwa 6.950 Quadratmeilen (18.000 Quadratkilometer) großes Tiefland im Niger-Becken besetzen, das hauptsächlich nördlich des Flusses zwischen den Zusammenflüssen Kontagora und Guara von Kainji bis unterhalb von Baro liegt, sowie im Bundesstaat Kwara, im Bundesstaat Kogi und im Federal Capital Territory.
Nupe wird vor allem in Bida, eine Großstadt im Bundesstaat Niger und in den umliegenden Gebieten gesprochen. Es wird auch in Dörfern am Benue-Fluss in der Nähe von Ibi und östlich von Lafia gesprochen. Nupe hat frühere ethnolinguistische Gruppen wie die Benu von Kutigi (ursprünglich Kanuri-Sprache) und die Gbagye in Lemu assimiliert.
Nupe Tako (bedeutet 'Die Nupe unten'; auch bekannt als Bassa-Nge) ist lexikalisch am engsten mit der zentralen Nupe verwandt.